# Список министров экономики СССР

## Органы управления экономикой СССР

### Государственная плановая комиссия при СНК СССР
| Имя                                             | Дата вступления в должность        | Дата снятия с должности      |
| ----------------------------------------------- | ---------------------------------- | ---------------------------- |
| Кржижановский, Глеб Максимилианович (1872—1959) | 17 июля 1923                       | 11 декабря 1923              |
| Цюрупа, Александр Дмитриевич (1870—1928)        | 11 декабря 1923                    | 18 ноября 1925               |
| Кржижановский, Глеб Максимилианович (1872—1959) | 18 ноября 1925                     | 10 ноября 1930               |
| Куйбышев, Валерьян Владимирович (1888—1935)     | 10 ноября 1930                     | 25 апреля 1934               |
| Межлаук, Валерий Иванович (1893—1938)           | 25 апреля 1934                     | 25 февраля 1937              |
| Смирнов, Геннадий Иванович (1903—1938)          | 25 февраля 1937                    | 17 октября 1937              |
| Межлаук, Валерий Иванович (1893—1938)           | 17 октября 1937                    | 1 декабря 1937               |
| Вознесенский, Николай Алексеевич (1903—1950)    | и. о.1 декабря 1937 1 декабря 1938 | 1 декабря 1938 10 марта 1941 |
| Сабуров, Максим Захарович (1900—1977)           | 10 марта 1941                      | 8 декабря 1942               |
| Вознесенский, Николай Алексеевич (1903—1950)    | 8 декабря 1942                     | 15 марта 1946                |

### Государственная плановая комиссия при СМ СССР
| Имя                                          | Дата вступления в должность | Дата снятия с должности |
| -------------------------------------------- | --------------------------- | ----------------------- |
| Вознесенский, Николай Алексеевич (1903—1950) | 15 марта 1946               | 9 января 1948           |

9 января 1948 года преобразована в Государственный плановый комитет при СМ СССР.

### Государственный плановый комитет при СМ СССР
Образована 9 января 1948 года на базе Государственной плановой комиссии при СМ СССР.
| Имя                                          | Дата вступления в должность | Дата снятия с должности |
| -------------------------------------------- | --------------------------- | ----------------------- |
| Вознесенский, Николай Алексеевич (1903—1950) | 9 января 1948               | 5 марта 1949            |
| Сабуров, Максим Захарович (1900—1977)        | 5 марта 1949                | 5 марта 1953            |
| Косяченко, Григорий Петрович (1901—1983)     | 5 марта 1953                | 29 июня 1953            |
| Сабуров, Максим Захарович (1900—1977)        | 29 июня 1953                | 25 мая 1955             |

25 мая 1955 года упразднён. На его базе созданы Государственная экономическая комиссия СМ СССР по текущему планированию народного хозяйства (Госэкономкомиссия СССР) и Государственная комиссия СМ СССР по перспективному планированию народного хозяйства (Госплан СССР).

### Государственная экономическая комиссия СМ СССР по текущему планированию народного хозяйства
Образована 25 мая 1955 года при реорганизации Государственного планового комитета при СМ СССР.
| Имя                                     | Дата вступления в должность | Дата снятия с должности |
| --------------------------------------- | --------------------------- | ----------------------- |
| Сабуров, Максим Захарович (1900—1977)   | 25 мая 1955                 | 25 декабря 1956         |
| Первухин, Михаил Георгиевич (1904—1978) | 25 декабря 1956             | 10 мая 1957             |

Упразднена 10 мая 1957 года.

### Государственная комиссия СМ СССР по перспективному планированию народного хозяйства
Образована 25 мая 1955 года при реорганизации Государственного планового комитета при СМ СССР.
| Имя                                          | Дата вступления в должность | Дата снятия с должности |
| -------------------------------------------- | --------------------------- | ----------------------- |
| Байбаков, Николай Константинович (1911—2008) | 25 мая 1955                 | 3 мая 1957              |
| Кузьмин, Иосиф Иосифович (1910—1996)         | 3 мая 1957                  | 10 мая 1957             |

10 мая 1957 года преобразована в Государственный плановый комитет СМ СССР.

### Государственный плановый комитет СМ СССР
Образован 10 мая 1957 года при преобразовании Государственной комиссии СМ СССР по перспективному планированию народного хозяйства.
24 ноября 1962 года Госплан СМ СССР преобразован в Совет народного хозяйства СССР. В тот же день образован новый Госплан СМ СССР на базе Государственного научно-экономического совета СМ СССР.
13 марта 1963 года переименован в Государственный плановый комитет СССР. Со 2 октября 1965 года по 5 июля 1978 года вновь назывался Государственный плановый комитет Совета Министров СССР. Окончательно переименован в Государственный плановый комитет СССР 5 июля 1978 года.
| Имя                                          | Дата вступления в должность | Дата снятия с должности |
| -------------------------------------------- | --------------------------- | ----------------------- |
| Кузьмин, Иосиф Иосифович (1910—1996)         | 10 мая 1957                 | 20 марта 1959           |
| Косыгин, Алексей Николаевич (1904—1980)      | 20 марта 1959               | 4 мая 1960              |
| Новиков, Владимир Николаевич (1907—2000)     | 4 мая 1960                  | 17 июля 1962            |
| Дымшиц, Вениамин Эммануилович (1910—1993)    | 17 июля 1962                | 24 ноября 1962          |
| Ломако, Пётр Фаддеевич (1904—1990)           | 24 ноября 1962              | 2 октября 1965          |
| Байбаков, Николай Константинович (1911—2008) | 2 октября 1965              | 5 июля 1978             |

### Государственный плановый комитет СССР
| Имя                                          | Дата вступления в должность | Дата снятия с должности |
| -------------------------------------------- | --------------------------- | ----------------------- |
| Байбаков, Николай Константинович (1911—2008) | 5 июля 1978                 | 14 октября 1985         |
| Талызин, Николай Владимирович (1929—1991)    | 14 октября 1985             | 5 февраля 1988          |
| Маслюков, Юрий Дмитриевич (1937—2010)        | 5 февраля 1988              | 1 апреля 1991           |

1 апреля 1991 года преобразован в Министерство экономики и прогнозирования СССР.

### Государственный комитет цен СМ СССР
Создан 30 декабря 1969 года на базе Государственного комитета цен при Госплане СССР.
| Имя                                        | Дата вступления в должность | Дата снятия с должности |
| ------------------------------------------ | --------------------------- | ----------------------- |
| Ситнин, Владимир Ксенофонтович (1907—1996) | 14 января 1970              | 26 июля 1974            |
| Глушков, Николай Тимофеевич (1918—1999)    | 21 августа 1975             | 5 июля 1978             |

5 июля 1978 года переименован в Государственный комитет СССР по ценам. 

### Государственный комитет СССР по ценам
| Имя                                           | Дата вступления в должность | Дата снятия с должности |
| --------------------------------------------- | --------------------------- | ----------------------- |
| Глушков, Николай Тимофеевич (1918—1999)       | 5 июля 1978                 | 18 августа 1986         |
| Павлов, Валентин Сергеевич (1937—2003)        | 18 августа 1986             | 7 июня 1989             |
| Сенчагов, Вячеслав Константинович (1940—2016) | 27 июля 1989                | 1 апреля 1991           |

Упразднен 1 апреля 1991 года. Его преемником стал Межреспубликанский комитет по ценам при Министерстве экономики и прогнозирования СССР.

### Министерство экономики и прогнозирования СССР
Образовано 1 апреля 1991 года на базе Государственного планового комитета СССР.
| Имя                                     | Дата вступления в должность       | Дата снятия с должности        |
| --------------------------------------- | --------------------------------- | ------------------------------ |
| Щербаков, Владимир Иванович (род. 1949) | 16 мая 1991 и. о. 28 августа 1991 | 28 августа 1991 26 ноября 1991 |

Упразднено 26 декабря 1991 года в связи с прекращением существования СССР.